# Giardino recintato
Un giardino recintato è un'analogia utilizzata per descrivere lo stato di una piattaforma informatica o industriale. Nel campo dei media e delle telecomunicazioni, il termine si riferisce a uno sviluppatore di software o hardware o di un fornitore di servizi, relativamente:
- al controllo sulle applicazioni o sui contenuti multimediali disponibili sulla piattaforma;
- alla possibilità di limitarli.

Ad esempio, questi potrebbe decidere quali applicazioni siano incluse nativamente di fabbrica in un dispositivo o quali altre dovranno essere scaricabili e installabili dal negozio online (es. Google Store).
In generale, un “giardino recintato” si riferisce all'impossibilità per gli utenti di accedere a tutte le informazioni di un determinato servizio web. L'analogia con il giardino recintato si spiega con il fatto che l'unico modo per l'utente di uscire dal giardino recintato è attraverso i punti di ingresso e di uscita progettati, a meno di rimuovere la recinzione.
Esempi di “giardini recintati” sono il sistema operativo iOS di Apple o la piattaforma di social network Facebook.